# 三元塔 (雷州)
20°54′19″N 110°05′44″E / 20.90528°N 110.09556°E
三元塔位于中国广东省雷州市城区三元塔公园内，又名启秀塔、文魁塔，是一座明代楼阁式砖塔，1979年被列为广东省文物保护单位。
明万历四十一年（1613年），雷州推官欧阳保倡建文魁塔以启兴文风，万历四十三年落成。因挖塔基是发现三枚蛇蛋，为三元及第之兆，故又称三元塔。三元塔平面八角，外九层，内十七层，为穿壁绕平座式仿木楼阁式砖塔，高57米。塔基须弥座为石构，高1.1米。塔身各层短檐以菱角牙砖和挑檐砖相间叠涩挑出，平座外设木栏杆。每层均设真假门，真门对开。各层内腔铺木楼板。塔刹为紫铜葫芦状，高2.2米。底层内径4.06米，顶层内径2.1米，逐层收分。

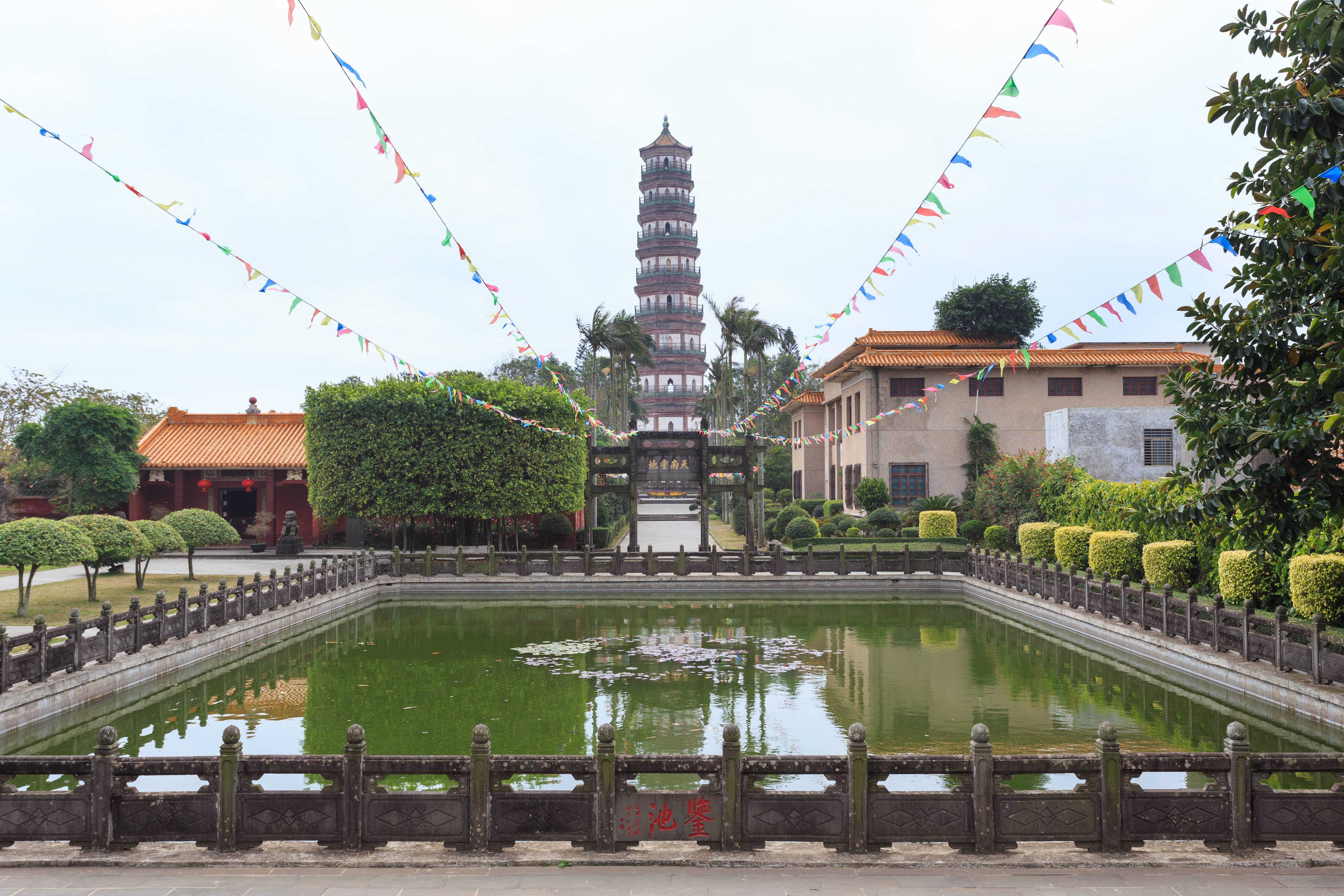
鉴池和三元塔